# Den yndigste rose er funden
"Den yndigste rose er funden" er en dansk julesalme skrevet af Hans Adolph Brorson i 1732. Melodien er formodentlig fra Wittenberg-området i Tyskland, hvor den første gang er udgivet af Joseph Klug i 1542. Salmen er nummer 122 i Den Danske Salmebog. Salmens originale titel var "Jeg er en rose i Saron".
Salmen er optaget i Kulturkanonen fra 2006 under afsnittet 24 lyriske værker.

## Tekst
Salmen består af otte vers a fire linjer på hver ni stavelser, hvor linjerne 1-2 og 3-4 rimer. 
Rosen i titlen henviser til Jesus, der stråler blandt tornene, som er alle de syndige mennesker på Jorden. Gud har ladet rosen blomstre for at få menneskene til at vende sig til ham, men det går ikke så let ("mange har aldrig fornummen,/at rosen i verden er kommen"). Men den, der synger, forkynder at: "lad tornene rive og nage/(..) min rose jeg aldrig vil miste!"
Brorsons version er på 11 vers og længere end den, der står i Salmebogen. Det har været foreslået at tilføje et vers, så vers syv deles, og følgende linjer indsættes:
(første to linjer af vers 7)

du ganske mit hjerte betager,

din sødhed jeg finder og smager.

(8)

Min rose mig smykker og pryder,

min rose mig glæder og fryder;

(sidste to linjer fra det hidtidige vers 7)

## Indspilninger
Salmen er en af de mest kendte danske julesalmer og er indspillet af en række kunstnere, heriblandt
- Aksel Schiøtz (1938)[3]
- Grethe Ingmann (1973)[4]
- Ingolf Olsen (1982)[5]
- Valdemar Rasmussen (1985)[6]
- Pia Raug og Steve Dobrogosz (1997)[7]

Frederik Magle har komponeret en fanfare over melodien for to trompeter og orgel til Sankt Pauls Kirkes 140-års jubilæum.
Fanfaren blev uropført den 3. december 2017.